# Julija Zykova
Julija Andreevna Zykova (in russo Юлия Андреевна Зыкова?, traslitterato anche come Yulia Zykova; Krasnojarsk, 25 novembre 1995) è una tiratrice a segno russa specializzata nella carabina.

## Biografia
Julija Zykova è nata a Krasnojarsk, in Siberia, il 25 novembre 1995. Ha iniziato a praticare tiro a segno nel 2007 con l'allenatore Arkady Rudoy. Tra gli altri atleti allenati da Rudoy c'era anche Julija Karimova, futura vincitrice di diverse medaglie europee e mondiali e di due medaglie alle Olimpiadi di Tokyo. Dopo la morte del suo primo allenatore ha iniziato ad allenarsi con Alexander Cheremnykh.
Nel 2018 ai Campionati mondiali di tiro di Changwon in Corea del Sud ha conquistato la medaglia di bronzo nella prova a squadre della carabina 50 metri 3 posizioni, insieme a Julija Karimova e Polina Khorosheva.
Nel 2019 ha ottenuto le prime medaglie individuali a livello internazionale, conquistando la medaglia d'oro nella carabina 50 metri 3 posizioni ai Giochi europei di Minsk, l'oro nella carabina 50 metri da sdraiati individuale e a squadre e l'argento nella carabina 50 metri 3 posizioni a squadre insieme a Maria Ivanova e Polina Khorosheva ai Campionati europei di tiro di Bologna e l'oro nella carabina 50 metri 3 posizioni individuale e a squadre ai VII Giochi mondiali militari di Wuhan.

A maggio 2019 inoltre nella tappa di Monaco di Baviera della Coppa del mondo di tiro ha vinto l'oro nella prova di carabina 3 posizioni, qualificandosi per partecipare in tale disciplina ai Giochi Olimpici di Tokyo.
Ai Campionati europei 2021, che si sono svolti tra il 22 maggio e il 5 giugno a Osijek, in Croazia, ha vinto la medaglia d'oro nella carabina ad aria compressa 10 metri a squadre insieme a Anastasija Galašina e Julija Karimova e nella carabina 50 metri 3 posizioni a squadre insieme a Polina Khorosheva e nuovamente Julija Karimova, e l'argento nella carabina 3 posizioni individuale. Ha vinto inoltre la medaglia d'oro nella carabina ad aria compressa 50 metri 3 posizioni mista, in coppia con Sergej Kamenskij.
Il 31 luglio 2021 ha fatto parte della delegazione del Comitato Olimpico Russo ai giochi olimpici di Tokyo, dove ha vinto la medaglia d'argento nella carabina 50 metri 3 posizioni alle spalle della svizzera Nina Christen e davanti alla connazionale Julija Karimova.

## Vita privata
Ha una figlia di nome Kira nata a febbraio 2017. Nel 2021, dopo la Olimpiadi di Tokyo, ha sposato Sergei Kruglov, allenatore della nazionale russa di tiro, e ha preso il suo cognome.

## Palmarès
- Giochi olimpici

Tokyo 2020: argento nella carabina 50 metri 3 posizioni
- Campionati mondiali di tiro

Changwon 2018: bronzo nella carabina 50 metri 3 posizioni a squadre
- Campionati europei

Bologna 2019: oro nella carabina 50 metri da straiati individuale, oro nella carabina 50 metri da sdraiati a squadre, argento nella carabina 50 metri 3 posizioni a squadre
Osijek 2021: oro nella carabina ad aria compressa 10 metri a squadre, oro nella carabina 50 metri 3 posizioni a squadre, oro nella carabina ad aria compressa 50 metri tre posizioni mista, argento nella carabina 50 metri 3 posizioni
- Giochi europei

Minsk 2019: oro nella carabina 50 metri 3 posizioni
- Giochi mondiali militari

Wuhan 2019 oro nella carabina 50 metri 3 posizioni individuale, oro nella carabina 50 metri 3 posizioni a squadre